# Nematobrycon
Nematobrycon és un gènere de peixos de la família dels caràcids i de l'ordre dels caraciformes.

## Taxonomia
- Nematobrycon lacortei (Weitzman & Fink, 1971)[2]
- Nematobrycon palmeri (Eigenmann, 1911)[3][4][5][6]